# Sarsocletodes secundus
Sarsocletodes secundus är en kräftdjursart som beskrevs av Smirnov 1946. Sarsocletodes secundus ingår i släktet Sarsocletodes och familjen Laophontidae. Inga underarter finns listade i Catalogue of Life.